# Aslan Karatsev
Aslan Kazbekovich Karatsev (tiếng Nga: Аслан Казбекович Карацев; tiếng Hebrew: אסלן קראצב; sinh ngày 4 tháng 9 năm 1993) là một vận động viên quần vợt chuyên nghiệp người Nga. Anh có thứ hạng đánh đơn ATP cao nhất là vị trí số 15 vào ngày 8 tháng 11 năm 2021 và số 89 ở nội dung đôi vào ngày 8 tháng 11 năm 2021.
Vào tháng 2 năm 2021, Karatsev vượt qua vòng loại Giải quần vợt Úc Mở rộng. Trong lần đầu tiên tham dự vòng đấu chính một giải Grand Slam, anh đánh bại hạt giống số 8 Diego Schwartzman, hạt giống số 20 Félix Auger-Aliassime và hạt giống số 18 Grigor Dimitrov để vào vòng bán kết. Karatsev là tay vợt đầu tiên trong Kỷ nguyên Mở vào vòng bán kết ngay trong lần đầu tham dự giải Grand Slam.
Vào tháng 3 năm 2021, anh giành danh hiệu ATP đầu tiên tại giải Qatar Open 2021 với Andrey Rublev ở nội dung đôi. Một tuần sau, Karatsev giành danh hiệu đơn ATP đầu tiên tại Dubai Open 2021, đánh bại tay vợt người Nam Phi Lloyd Harris trong trận chung kết. Anh là tay vợt đặc cách thứ 3 vô địch giải ATP 500 này. Karatsev đã đánh bại 4 hạt giống trên đường đến trận chung kết cùng với Wayne Ferreira (1995) và Thomas Muster (1997). Anh đã vào top 30 bảng xếp hạng đơn ATP đầu tiên trong sự nghiệp. Vào ngày 24 tháng 4 năm 2021, Karatsev đánh bại tay vợt số 1 thế giới Novak Djokovic tại giải Serbia Open. Tại Thế vận hội Mùa hè 2020, anh giành huy chương bạc với Elena Vesnina ở nội dung đôi nam nữ.

## Cuộc sống

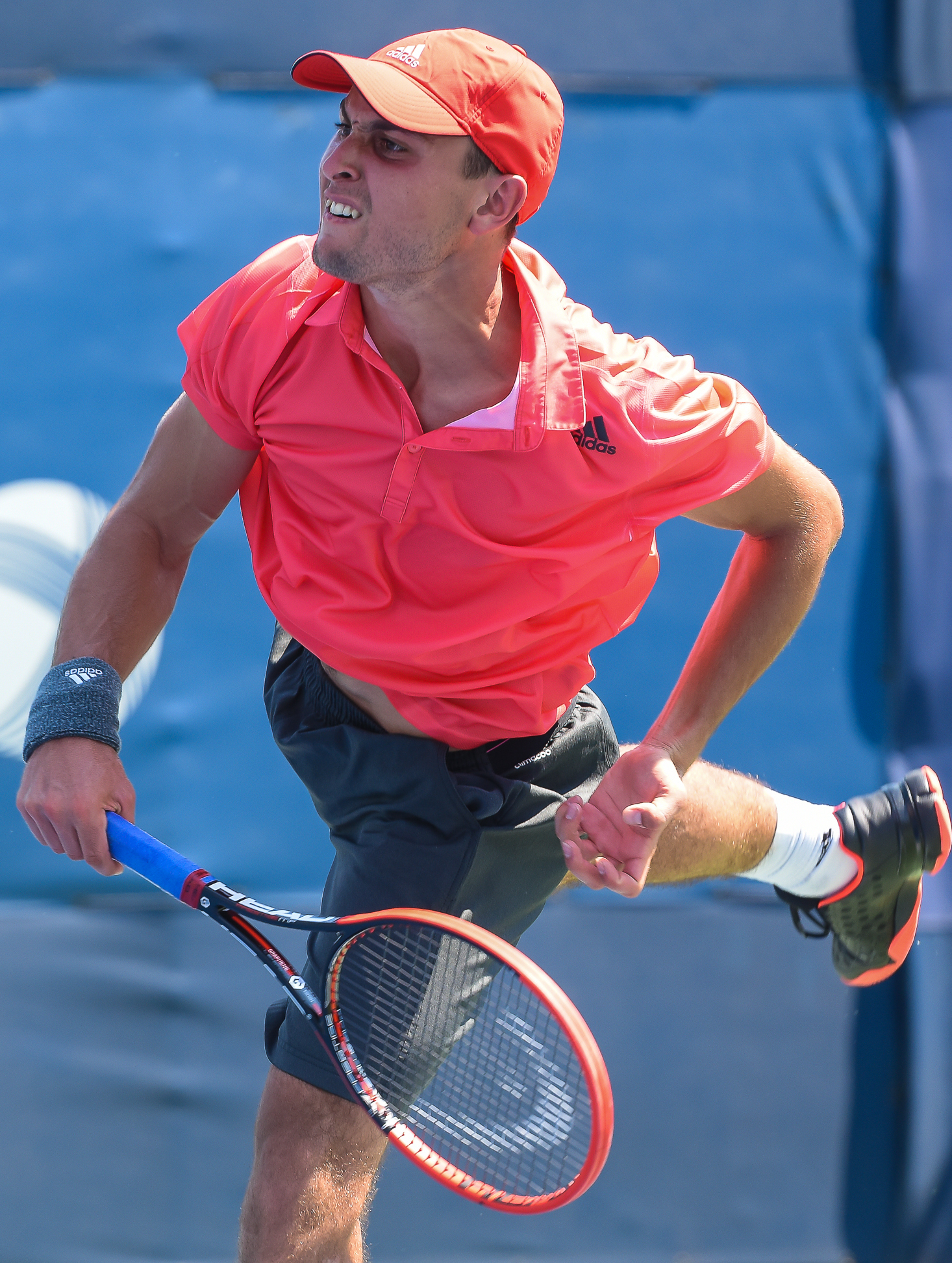
Karatsev năm 2015

Karatsev sinh ngày 4 tháng 9 năm 1993 ở Vladikavkaz. Bố anh, Kazbek Karatsev, là người Ossetia và cựu cầu thủ bóng đá, và mẹ anh Svetlana Karatseva là một bác sĩ. Aslan có một chị gái tên là Zarina. Ông ngoại của Karatsev là người Do Thái. Khi anh 3 tuổi, gia đình anh chuyển đến Israel.
Huấn luyện viên đầu tiên của anh là Vladimir Rabinovich. Khi anh 16 tuổi, anh trở lại Nga cùng với bố, đến Taganrog nơi của huấn luyện viên mới Alexander Kuprin và Ivan Potapov. Từ năm 2011 đến năm 2013 anh được huấn luyện bởi Andrey Kesarev.
Karatsev nói thành thạo tiếng Nga, tiếng Hebrew và tiếng Anh, và mang hai quốc tịch Nga-Israel.

## Sự nghiệp

### Trẻ
Karatsev thi đấu trận đấu trẻ đầu tiên vào tháng 9 năm 2007 ở tuổi 14 tại một giải đấu hạng 5 ở Nga. Mặc dù là trận đấu cấp độ trẻ đầu tiên của anh, đây là giải trẻ duy nhất anh tham dự cho đến tháng 5 năm 2009 khi anh bắt đầu tiếp tục tham dự quần vợt trẻ. Anh có lần đầu tiên tham dự giải Grand Slam trẻ tại Giải quần vợt Pháp Mở rộng 2011 sau khi vượt quan vòng loại nhưng thua ở vòng 1. Anh sau đó tham dự giải Wimbledon 2011, nơi anh tiếp tục thua ở vòng 1 và sau đó tại Giải quần vợt Mỹ Mở rộng 2011, nơi anh thắng vòng 1 nhưng thua ở vòng 2. Ở nội dung đôi, anh được biết đến khi đánh cặp với Evgeny Karlovskiy ở hầu hết các giải đấu và đôi vào vòng tứ kết Giải quần vợt Pháp Mở rộng 2011. Anh kết thúc sự nghiệp trẻ sau Mỹ Mở rộng 2011 với thứ hạng cao nhất là vị trí số 47 (đạt được vào ngày 8 tháng 8 năm 2011) với thành tích thắng-thua là 76–48 ở đơn và 26–16 ở đôi.
Thành tích Grand Slam trẻ - Đơn:
Úc Mở rộng: A (-)

Pháp Mở rộng: V1 (2011)

Wimbledon: V1 (2011)

Mỹ Mở rộng: V2 (2011)
Thành tích Grand Slam trẻ - Đôi:
Úc Mở rộng: A (-)

Pháp Mở rộng: TK (2011)

Wimbledon: V1 (2011)

Mỹ Mở rộng: V2 (2011)

### 2013–2020
Karatsev lần đầu tham dự vòng đấu chính ATP tại giải St. Petersburg Open 2013 nơi anh được đặc cách. Ở vòng 1 anh thua trước tay vợt đồng hương và hạt giống số 8 Mikhail Youzhny, 7–6(7–5), 2–6, 2–6. Ở nội dung đôi, anh và Dmitry Tursunov vào vòng bán kết, thua trước Dominic Inglot và Denis Istomin, 4–6, 7–5, [9–11]. Năm 2015, anh thắng trận đấu vòng đấu chính ATP đầu tiên tại giải Kremlin Cup, đánh bại Youzhny.
Theo bố của Karatsev, con trai ông ở tuổi 19 được huấn luyện bởi Dmitry Tursunov, người đã đưa anh tới Halle, Đức để đào tạo ở đó trong vài tháng nhưng đã trở lại do thiếu tiền để tiếp tục. Sau đó chính học viện Đức đã mời Aslan trở lại Halle. Anh đã được đào tạo ở đó trong 2 năm, sau đó bị chấn thương và không thể thi đấu trong 2 năm. Anh sau đó chuyển đến Barcelona. Tại đây, anh tập luyện tại Bruguera Tennis Academy chưa đầy 2 năm.
Sau khi tìm kiếm các cơ hội huấn luyện tốt hơn ở Tây Ban Nha và Đức, vào năm 2019, Karatsev đã thuê huấn luyện viên mới, Yahor Yatsyk đến từ Minsk. Yatsyk, một cựu vận động viên quần vợt chuyên nghiệp hơn anh 1 tuổi, từ huấn luyện cho Nikoloz Basilashvili. Trong đại dịch COVID-19, Karatsev thi đấu các trận giao hữu ở Hoa Kỳ.
Ở giải St. Petersburg 2020, Karatsev thắng tay vợt trong top 50 đầu tiên trước Tennys Sandgren.

### 2021: Bán kết Úc Mở rộng, danh hiệu đơn và đôi đầu tiên, huy chương bạc Olympic, top-15 ở đơn
Karatsev lần đầu tham dự Grand Slam tại Giải quần vợt Úc Mở rộng 2021 sau khi vượt qua vòng loại đánh bại Brandon Nakashima, Max Purcell và Alexandre Müller. Tại đây, anh đã có chiến thắng trước tay vợt trong top 10 đầu tiên, sau khi đánh bại hạt giống số 8 và tay vợt số 9 thế giới 9 Diego Schwartzman, trong một trận đấu hiếm hoi giữa 2 tay vợt Do Thái. Anh cũng đánh bại hạt giống số 20 Félix Auger-Aliassime để trở thành tay vợt vượt qua vòng loại đầu tiên vào vòng tứ kết một giải Grand Slam kể từ sau Bernard Tomic tại giải Wimbledon 2011, và là tay vợt đầu tiên vào vòng tứ kết giải Grand Slam ngay lần đầu đàu tham dự kể từ sau Alex Rădulescu tại giải Wimbledon 1996. Anh sau đó đánh bại cựu số 3 thế giới (20 tháng 11 năm 2017) Grigor Dimitrov sau 4 set để vào vòng bán kết. Với việc lọt vào vòng bán kết, Karatsev trở thành tay vợt vượt qua vòng loại vào vòng bán kết một giải Grand Slam kể từ sau Vladimir Voltchkov tại giải Wimbledon 2000 và đầu tiên tại Giải quần vợt Úc Mở rộng kể từ sau Bob Giltinan vào năm 1977, tay vợt xếp hạng thấp nhất vào vòng bán kết Grand Slam kể từ sau Goran Ivanišević tại giải Wimbledon 2001, và là tay vợt đầu tiên vào vòng bán kết một giải Grand Slam trong lịch sử Kỷ nguyên Mở. Anh sau đó thất bại trươc tay vợt số 1 thế giới và nhà vô địch sau đó Novak Djokovic. Sau giải đấu, anh từ vị trí số 114 trên thế giới lên vị trí số 42 thế giới.
Giải đấu tiếp theo của Karatsev là Doha, nơi anh đánh bại Mubarak Shannan Zayid ở vòng 1, nhưng thua trước Dominic Thiem ở vòng 2. Ở nội dung đôi, anh và Andrey Rublev vào vòng bán kết, nơi họ đánh bại Jérémy Chardy và Fabrice Martin. Trong trận chung kết, họ đánh bại Marcus Daniell và Philipp Oswald. Với chức vô địch này, thứ hạng đánh đôi của anh tăng từ vị trí số 447 lên vị trí số 222. Ở Dubai, anh đánh bại Egor Gerasimov, Dan Evans và Lorenzo Sonego để vào vòng tứ kết giải ATP 500 đầu tiên, nơi anh đánh bại Jannik Sinner sau 3 set để vào vòng bán kết giải ATP 500 đầu tiên. Ở vòng bán kết, Karatsev kết thúc chuỗi 23 trận thắng của hạt giống số 2 Andrey Rublev tại các giải ATP 500 để vào trận chung kết đơn đầu tiên. Trong trận chung kết, anh đánh bại Lloyd Harris để giành danh hiệu đầu tiên. Chức vô địch đã giúp Karatsev lần đầu tiên vào top 30 trong sự nghiệp. Anh đã trở thành tay vợt Nga thứ 2 giành được danh hiệu đầu tiên ở tuổi 27 sau Igor Kunitsyn.
Tại giải Serbia Open, Karatsev đánh bại tay vợt số 1 thế giới, Novak Djokovic, để vào trận chung kết. Anh sau đó thua trước Matteo Berrettini sau 3 set trong trận chung kết.
Karatsev tiếp tục thắng 2 tay vợt trong top 10, đánh bại Schwartzman ở Madrid, và tay vợt đồng hương Daniil Medvedev ở Rome.
Tại Giải quần vợt Pháp Mở rộng, Karatsev thua ở vòng 2 trước Philipp Kohlschreiber. Tuy nhiên, anh đánh cặp với Elena Vesnina ở đôi nam nữ, và lần đầu tiên vào trận chung kết, nhưng thua trước Joe Salisbury và Desirae Krawczyk.
Tại Thế vận hội Tokyo, anh giành huy chương bạc ở nội dung đôi nam nữ với Elena Vesnina, thua trong trận chung kết trước đôi đồng hương Andrey Rublev và Anastasia Pavlyuchenkova. Anh cũng tham dự ở nội dung đơn và đôi, nơi anh lần lượt bị loại ở vòng 2 và vòng 1.
Trong lần đầu tiên tham dự một giải Masters-1000 ở nội dung đôi, Karatsev vào vòng tứ kết tại giải National Bank Open ở Toronto cùng với Dusan Lajovic. Với kết quả đó, anh vào top 200 ở đôi xếp tại vị trí số 172 thế giới, vào ngày 16 tháng 8 năm 2021. Ở nội dung đơn, là hạt giống số 15 và được miễn vòng 1, anh thua ở vòng 2 trước Karen Khachanov.
Tại giải BNP Paribas Open 2021 ở Indian Wells, anh có lần đầu tiên trong sự nghiệp vào vòng 4 tại một giải Master 1000 khi đánh bại hạt giống số 9 Denis Shapovalov trước khi anh thua trước hạt giống số 8 Hubert Hurkacz. Ở nội dung đôi anh vào trận chung kết với tay vợt đồng hương Rublev nơi họ thua trước Polasek/Peers. Với kết quả này, anh vào top 100 ở bảng xếp hạng đôi tại vị trí số 92 thế giới vào ngày 18 tháng 10 năm 2021.
Tại giải Kremlin Cup 2021 ở Moscow, Karatsev đánh bại tay vợt đồng hương Karen Khachanov ở vòng bán kết để có lần thứ ba trong mùa giải và trong sự nghiệp vào trận chung kết. Anh sau đó đánh bại hạt giống số 6 Marin Čilić trong trận chung kết 6–2, 6–4 để giành danh hiệu thứ 2 trong sự nghiệp. Với chức vô địch ở Moscow, anh có lần đầu tiên vào top 20 ở bảng xếp hạng, xếp vị trí số 19 thế giới vào ngày 25 tháng 10 năm 2021.
Vào ngày 8 tháng 11 năm 2021, Karatsev lên vị trí số 15 thế giới và là tay vợt thay thế thứ 3 của ATP Finals.

## Thống kê sự nghiệp
| VĐ | CK | BK | TK | V# | RR | Q# | A |  | Z# | PO | G | F-S | SF-B | NMS | NH |

### Đơn
Tính đến Rolex Paris Masters 2021.
| Giải đấu             | 2013 | 2014 | 2015 | 2016 | 2017 | 2018 | 2019 | 2020 | 2021  | 2022 | SR         | T–B        |
| -------------------- | ---- | ---- | ---- | ---- | ---- | ---- | ---- | ---- | ----- | ---- | ---------- | ---------- |
| Grand Slam           |      |      |      |      |      |      |      |      |       |      |            |            |
| Úc Mở rộng           | A    | A    | VL1  | VL2  | A    | A    | A    | A    | BK    |      | 0 / 1      | 5–1        |
| Pháp Mở rộng         | A    | A    | VL1  | VL3  | A    | A    | A    | VL3  | V2    |      | 0 / 1      | 1–1        |
| Wimbledon            | A    | VL1  | VL2  | A    | A    | A    | A    | NH   | V1    |      | 0 / 1      | 0–1        |
| Mỹ Mở rộng           | A    | A    | VL3  | VL1  | A    | A    | A    | A    | V3    |      | 0 / 1      | 2–1        |
| Thắng–Bại            | 0–0  | 0–0  | 0–0  | 0–0  | 0–0  | 0–0  | 0–0  | 0–0  | 8–4   |      | 0 / 4      | 8–4        |
| Đại diện quốc gia    |      |      |      |      |      |      |      |      |       |      |            |            |
| Davis Cup            | A    | A    | A    | Z1   | A    | A    | A    | VĐ   | VĐ    |      | 1 / 2      | 0–1        |
| ATP Masters 1000     |      |      |      |      |      |      |      |      |       |      |            |            |
| Indian Wells Masters | A    | A    | A    | A    | A    | A    | A    | NH   | V4    |      | 0 / 1      | 2–1        |
| Miami Masters        | A    | A    | A    | A    | A    | A    | A    | NH   | V3    |      | 0 / 1      | 1–1        |
| Monte-Carlo Masters  | A    | A    | A    | A    | A    | A    | A    | NH   | V2    |      | 0 / 1      | 1–1        |
| Madrid Masters       | A    | A    | A    | A    | A    | A    | A    | NH   | V3    |      | 0 / 1      | 2–1        |
| Italian Open         | A    | A    | A    | A    | A    | A    | A    | A    | V3    |      | 0 / 1      | 2–1        |
| Canadian Open        | A    | A    | A    | A    | A    | A    | A    | NH   | V2    |      | 0 / 1      | 0–1        |
| Cincinnati Masters   | A    | A    | A    | A    | A    | A    | A    | A    | V1    |      | 0 / 1      | 0–1        |
| Thượng Hải Masters   | A    | A    | A    | A    | A    | A    | VL1  | NH   | NH    |      | 0 / 0      | 0–0        |
| Paris Masters        | A    | A    | A    | A    | A    | A    | A    | A    | V1    |      | 0 / 1      | 0–1        |
| Thắng–Bại            | 0–0  | 0–0  | 0–0  | 0–0  | 0–0  | 0–0  | 0–0  | 0–0  | 8–8   |      | 0 / 9      | 8–8        |
| Thống kê sự nghiệp   |      |      |      |      |      |      |      |      |       |      |            |            |
|                      | 2013 | 2014 | 2015 | 2016 | 2017 | 2018 | 2019 | 2020 | 2021  | 2022 | Sự nghiệp  | Sự nghiệp  |
| Giải đấu             | 2    | 1    | 1    | 2    | 0    | 0    | 0    | 3    | 22    |      | 31         | 31         |
| Danh hiệu            | 0    | 0    | 0    | 0    | 0    | 0    | 0    | 0    | 2     |      | 2          | 2          |
| Chung kết            | 0    | 0    | 0    | 0    | 0    | 0    | 0    | 0    | 3     |      | 3          | 3          |
| Tổng số Thắng–Bại    | 0–2  | 0–1  | 1–1  | 0–3  | 0–0  | 0–0  | 0–0  | 2–4  | 34–20 |      | 37–30      | 37–30      |
| % Thắng              | 0%   | 0%   | 50%  | 0%   | –    | –    | –    | 40%  | 63%   |      | 55%        | 55%        |
| Xếp hạng cuối năm    | 292  | 218  | 195  | 235  | 621  | 485  | 289  | 112  | 18    |      | $2,322,671 | $2,322,671 |

### Đôi
| Giải đấu           | 2013 | 2014 | 2015 | 2016 | 2017 | 2018 | 2019 | 2020 | 2021  | 2022 | SR    | T–B   |
| ------------------ | ---- | ---- | ---- | ---- | ---- | ---- | ---- | ---- | ----- | ---- | ----- | ----- |
| Grand Slam         |      |      |      |      |      |      |      |      |       |      |       |       |
| Úc Mở rộng         | A    | A    | A    | A    | A    | A    | A    | A    | A     |      | 0 / 0 | 0–0   |
| Pháp Mở rộng       | A    | A    | A    | A    | A    | A    | A    | A    | A     |      | 0 / 0 | 0–0   |
| Wimbledon          | A    | A    | A    | A    | A    | A    | A    | NH   | A     |      | 0 / 0 | 0–0   |
| Mỹ Mở rộng         | A    | A    | A    | A    | A    | A    | A    | A    | V1    |      | 0 / 1 | 0–1   |
| Thắng–Bại          | 0–0  | 0–0  | 0–0  | 0–0  | 0–0  | 0–0  | 0–0  | 0–0  | 0–1   |      | 0 / 1 | 0–1   |
| Thống kê sự nghiệp |      |      |      |      |      |      |      |      |       |      |       |       |
| Giải đấu           | 2    | 0    | 1    | 0    | 1    | 0    | 0    | 0    | 9     |      | 13    | 13    |
| Danh hiệu          | 0    | 0    | 0    | 0    | 0    | 0    | 0    | 0    | 1     |      | 1     | 1     |
| Chung kết          | 0    | 0    | 0    | 0    | 0    | 0    | 0    | 0    | 2     |      | 2     | 2     |
| Tổng số Thắng–Bại  | 2–2  | 0–0  | 1–1  | 0–0  | 0–1  | 0–0  | 0–0  | 0–0  | 14–12 |      | 17–16 | 17–16 |
| Xếp hạng cuối năm  | 402  | 441  | 248  | 618  | 728  | –    | 408  | 422  | 90    |      | 52%   | 52%   |

## Chung kết giải đấu lớn

### Grand Slam

#### Đôi nam nữ: 1 (á quân)
| Kết quả | Năm  | Giải đấu                   | Mặt sân | Đồng đội      | Đối thủ                        | Tỷ số            |
| ------- | ---- | -------------------------- | ------- | ------------- | ------------------------------ | ---------------- |
| Thua    | 2021 | Giải quần vợt Pháp Mở rộng | Đất nện | Elena Vesnina | Desirae Krawczyk Joe Salisbury | 6–2, 4–6, [5–10] |

### Thế vận hội

#### Đôi nam nữ: 1 (huy chương bạc)
| Kết quả        | Năm  | Giải đấu                       | Mặt sân | Đồng đội      | Đối thủ                                | Tỷ số                  |
| -------------- | ---- | ------------------------------ | ------- | ------------- | -------------------------------------- | ---------------------- |
| Huy chương bạc | 2021 | Thế vận hội Mùa hè 2020, Tokyo | Cứng    | Elena Vesnina | Anastasia Pavlyuchenkova Andrey Rublev | 3–6, 7–6(7–5), [11–13] |

### ATP Masters 1000

#### Đôi: 1 (1 á quân)
| Kết quả | Năm  | Giải đấu             | Mặt sân | Đồng đội      | Đối thủ                  | Tỷ số         |
| ------- | ---- | -------------------- | ------- | ------------- | ------------------------ | ------------- |
| Thua    | 2021 | Indian Wells Masters | Cứng    | Andrey Rublev | John Peers Filip Polášek | 3–6, 6–7(5–7) |

## Chung kết giải đấu ATP

### Đơn: 3 (2 danh hiệu, 1 á quân)
| Chú thích              |
| ---------------------- |
| Grand Slam (0–0)       |
| ATP Masters 1000 (0–0) |
| ATP 500 (1–0)          |
| ATP 250 (1–1)          |

| Chung kết theo mặt sân |
| ---------------------- |
| Cứng (2–0)             |
| Đất nện (0–1)          |
| Cỏ (0–0)               |

| Chung kết theo lắp đặt |
| ---------------------- |
| Ngoài trời (1–1)       |
| Trong nhà (1–0)        |

| Kết quả | T–B | Ngày              | Giải đấu                 | Thể loại | Mặt sân          | Đối thủ           | Tỷ số              |
| ------- | --- | ----------------- | ------------------------ | -------- | ---------------- | ----------------- | ------------------ |
| Thắng   | 1–0 | Tháng 3 năm 2021  | Dubai Championships, UAE | 500      | Cứng             | Lloyd Harris      | 6–3, 6–2           |
| Thua    | 1–1 | Tháng 4 năm 2021  | Serbia Open, Serbia      | 250      | Đất nện          | Matteo Berrettini | 1–6, 6–3, 6–7(0–7) |
| Thắng   | 2–1 | Tháng 10 năm 2021 | Kremlin Cup, Nga         | 250      | Cứng (trong nhà) | Marin Čilić       | 6–2, 6–4           |

### Đôi: 2 (1 danh hiệu, 1 á quân)
| Chú thích              |
| ---------------------- |
| Grand Slam (0–0)       |
| ATP Masters 1000 (0–1) |
| ATP 500 (0–0)          |
| ATP 250 (1–0)          |

| Chung kết theo mặt sân |
| ---------------------- |
| Cứng (1–1)             |
| Đất nện (0–0)          |
| Cỏ (0–0)               |

| Chung kết theo lắp đặt |
| ---------------------- |
| Ngoài trời (1–1)       |
| Trong nhà (0–0)        |

| Kết quả | T–B | Ngày              | Giải đấu                     | Thể loại     | Mặt sân | Đồng đội      | Đối thủ                       | Tỷ số         |
| ------- | --- | ----------------- | ---------------------------- | ------------ | ------- | ------------- | ----------------------------- | ------------- |
| Thắng   | 1–0 | Tháng 3 năm 2021  | Qatar Open, Qatar            | 250          | Cứng    | Andrey Rublev | Marcus Daniell Philipp Oswald | 7–5, 6–4      |
| Thua    | 1–1 | Tháng 10 năm 2021 | Indian Wells Masters, Hoa Kỳ | Masters 1000 | Cứng    | Andrey Rublev | John Peers Filip Polášek      | 3–6, 6–7(5–7) |

## Các trận chung kết khác

### Universiade

#### Đơn: 1 (huy chương bạc)
| Kết quả        | Năm  | Giải đấu            | Mặt sân          | Đối thủ     | Tỷ số         |
| -------------- | ---- | ------------------- | ---------------- | ----------- | ------------- |
| Huy chương bạc | 2015 | Gwangju Universiade | Cứng (trong nhà) | Chung Hyeon | 6–1, 2–6, 0–6 |

### Chung kết Challenger và Futures/World Tennis Tour

#### Đơn: 21 (13 danh hiệu, 8 á quân)
| Chú thích                            |
| ------------------------------------ |
| ATP Challengers (3–5)                |
| ITF Futures/World Tennis Tour (10–3) |

| Chung kết theo mặt sân |
| ---------------------- |
| Cứng (8–4)             |
| Đất nện (5–4)          |
| Cỏ (0–0)               |
| Thảm (0–0)             |

| Kết quả | T–B  | Ngày               | Giải đấu                          | Thể loại   | Mặt sân          | Đối thủ             | Tỷ số                   |
| ------- | ---- | ------------------ | --------------------------------- | ---------- | ---------------- | ------------------- | ----------------------- |
| Thắng   | 1–0  | Tháng 5 năm 2013   | Nga F7, Kazan                     | Futures    | Đất nện          | Artem Smirnov       | 6–4, 6–4                |
| Thắng   | 2–0  | Tháng 6 năm 2013   | Nga F8, Moscow                    | Futures    | Đất nện          | Victor Baluda       | 4–6, 6–2, 6–2           |
| Thắng   | 3–0  | Tháng 6 năm 2013   | Ai Cập F12, Sharm el-Sheikh       | Futures    | Đất nện          | Karim Hossam        | 6–4, 7–5                |
| Thua    | 3–1  | Tháng 5 năm 2014   | Samarkand, Uzbekistan             | Challenger | Đất nện          | Farrukh Dustov      | 6–7(4–7), 1–6           |
| Thua    | 3–2  | Tháng 7 năm 2014   | Pháp F15, Saint-Gervais-les-Bains | Futures    | Đất nện          | Martin Vaïsse       | 3–6, 3–6                |
| Thắng   | 4–2  | Tháng 3 năm 2015   | Kazan, Nga                        | Challenger | Cứng (trong nhà) | Konstantin Kravchuk | 6–4, 4–6, 6–3           |
| Thua    | 4–3  | Tháng 3 năm 2016   | Kazan, Nga                        | Challenger | Cứng (trong nhà) | Tobias Kamke        | 4–6, 2–6                |
| Thua    | 4–4  | Tháng 7 năm 2016   | Tampere, Phần Lan                 | Challenger | Đất nện          | Kimmer Coppejans    | 4–6, 6–3, 5–7           |
| Thắng   | 5–4  | Tháng 12 năm 2017  | Qatar F5, Doha                    | Futures    | Cứng             | Benjamin Hassan     | 6–4, 6–0                |
| Thắng   | 6–4  | Tháng 1 năm 2018   | Ai Cập F1, Sharm el-Sheikh        | Futures    | Cứng             | Yannick Mertens     | 6–1, 6–2                |
| Thắng   | 7–4  | Tháng 1 năm 2018   | Ai Cập F2, Sharm el-Sheikh        | Futures    | Cứng             | Artem Smirnov       | 6–3, 6–2                |
| Thắng   | 8–4  | Tháng 7 năm 2018   | Pháp F13, Ajaccio                 | Futures    | Cứng             | Remi Boutillier     | 7–6(8–6), 4–6, 6–3      |
| Thắng   | 9–4  | Tháng 11 năm 2018  | Tunisia F41, Monastir,            | Futures    | Cứng             | Ivan Gakhov         | 6–4, 6–3                |
| Thắng   | 10–4 | Tháng 12 năm 2018  | Tunisia F42, Monastir             | Futures    | Cứng             | Alexandre Müller    | 6–4, 4–6, 6–1           |
| Thua    | 10–5 | Tháng 12 năm 2018  | Qatar F4, Doha                    | Futures    | Cứng             | Gonçalo Oliveira    | 3–6, 5–7                |
| Thua    | 10–6 | Tháng 12 năm 2018  | Qatar F6, Doha                    | Futures    | Cứng             | Lorenzo Frigerio    | 6–2, 4–6, 7–5           |
| Thắng   | 11–6 | Thángh 12 năm 2019 | M15, Doha, Qatar                  | Futures    | Cứng             | Aleksandre Bakshi   | 3–6, 6–2, 6–2           |
| Thua    | 11–7 | Tháng 1 năm 2020   | Bangkok, Thái Lan                 | Challenger | Cứng             | Attila Balázs       | 6–7(5–7), 6–0, 6–7(6–8) |
| Thua    | 11–8 | Tháng 8 năm 2020   | Prague, Cộng hòa Séc              | Challenger | Đất nện          | Stan Wawrinka       | 6–7(2–7), 4–6           |
| Thắng   | 12–8 | Tháng 8 năm 2020   | Prague, Cộng hòa Séc              | Challenger | Đất nện          | Tallon Griekspoor   | 6–4, 7–6(8–6)           |
| Thắng   | 13–8 | Tháng 9 năm 2020   | Ostrava, Cộng hòa Séc             | Challenger | Đất nện          | Oscar Otte          | 6–4, 6–2                |

#### Đôi: 8 (4 danh hiệu, 4 á quân)
| Chú thích         |
| ----------------- |
| Challengers (1–2) |
| Futures (3–2)     |

| Kết quả | T–B | Ngày              | Giải đấu             | Thể loại   | Mặt sân | Đồng đội              | Đối thủ                                     | Tỷ số                 |
| ------- | --- | ----------------- | -------------------- | ---------- | ------- | --------------------- | ------------------------------------------- | --------------------- |
| Thua    | 0–1 | Tháng 8 năm 2012  | Vsevolozhsk, Nga     | Futures    | Đất nện | Vitali Reshetnikov    | Vitaliy Kachanovskiy Richard Muzaev         | 2–6, 3–6              |
| Thắng   | 1–1 | Tháng 9 năm 2013  | Taganrog, Nga        | Futures    | Đất nện | Mikhail Vaks          | Ivan Anikanov Vladzimir Kruk                | 3–6, 7–5, [10–5]      |
| Thắng   | 2–1 | Tháng 6 năm 2014  | Moscow, Nga          | Futures    | Đất nện | Richard Muzaev        | Evgeny Elistratov Vladimir Polyakov         | 6–2, 6–3              |
| Thua    | 2–2 | Tháng 9 năm 2014  | Brașov, Romania      | Challenger | Đất nện | Valery Rudnev         | Daniele Giorgini Adrian Ungur               | 6–4, 6–7(4–7), [1–10] |
| Thắng   | 3–2 | Tháng 4 năm 2015  | Batman, Thổ Nhĩ Kỳ   | Challenger | Cứng    | Yaraslav Shyla        | Mate Pavić Michael Venus                    | 7–6(7–4), 4–6, [10–5] |
| Thua    | 3–3 | Tháng 7 năm 2015  | Scheveningen, Hà Lan | Challenger | Đất nện | Andrey Kuznetsov      | Ariel Behar Eduardo Dischinger              | 0–0 bỏ cuộc           |
| Thua    | 3–4 | Tháng 12 năm 2017 | Doha, Qatar          | Futures    | Cứng    | Fran Zvonimir Zgombić | Tuna Altuna Markus Eriksson                 | 1–6, 2–6              |
| Thắng   | 4–4 | Tháng 5 năm 2018  | Antalya, Thổ Nhĩ Kỳ  | Futures    | Đất nện | Alexander Boborykin   | Răzvan Marius Codescu Dan Alexandru Tomescu | 6–4, 6–3              |

## Giải đấu đại diện quốc gia

### Davis Cup (0–1)
| Nhóm                |
| ------------------- |
| Nhóm Thế giới (0–0) |
| Play-off NTG (0–0)  |
| Nhóm I (0–1)        |
| Nhóm II (0–0)       |
| Nhóm III (0–0)      |
| Nhóm IV (0–0)       |

| Trận đấu theo mặt sân |
| --------------------- |
| Cứng (0–1)            |
| Đất nện (0–0)         |
| Cỏ (0–0)              |
| Thảm (0–0)            |

| Trận đấu theo thể loại |
| ---------------------- |
| Đơn (0–1)              |
| Đôi (0–0)              |

- cho biết kết quả của trận đấu Davis Cup theo tỷ số, ngày, địa điểm, phân loại khu vực và giai đoạn, và mặt sân.

| Kết quả                                                                                          | Số                                                                                               | Trận đấu thứ                                                                                     | Thể loại trận đấu (đồng đội nếu có)                                                              | Quốc gia đối thủ                                                                                 | Tay vợt đối thủ                                                                                  | Tỷ số                                                                                            |
| 4–1; 15–17 tháng 7 năm 2016; National Tennis Centre, Moscow, Nga; Vòng 2 Nhóm Thế giới; Sân cứng | 4–1; 15–17 tháng 7 năm 2016; National Tennis Centre, Moscow, Nga; Vòng 2 Nhóm Thế giới; Sân cứng | 4–1; 15–17 tháng 7 năm 2016; National Tennis Centre, Moscow, Nga; Vòng 2 Nhóm Thế giới; Sân cứng | 4–1; 15–17 tháng 7 năm 2016; National Tennis Centre, Moscow, Nga; Vòng 2 Nhóm Thế giới; Sân cứng | 4–1; 15–17 tháng 7 năm 2016; National Tennis Centre, Moscow, Nga; Vòng 2 Nhóm Thế giới; Sân cứng | 4–1; 15–17 tháng 7 năm 2016; National Tennis Centre, Moscow, Nga; Vòng 2 Nhóm Thế giới; Sân cứng | 4–1; 15–17 tháng 7 năm 2016; National Tennis Centre, Moscow, Nga; Vòng 2 Nhóm Thế giới; Sân cứng |
| ------------------------------------------------------------------------------------------------ | ------------------------------------------------------------------------------------------------ | ------------------------------------------------------------------------------------------------ | ------------------------------------------------------------------------------------------------ | ------------------------------------------------------------------------------------------------ | ------------------------------------------------------------------------------------------------ | ------------------------------------------------------------------------------------------------ |
| Thua                                                                                             | 1                                                                                                | V                                                                                                | Đơn                                                                                              | Hà Lan                                                                                           | Matwé Middelkoop                                                                                 | 6–4, 1–6, 4–6                                                                                    |

### ATP Cup (0–3)
| Trận đấu theo mặt sân |
| --------------------- |
| Cứng (0–3)            |
| Đất nện (0–0)         |
| Cỏ (0–0)              |

| Trận đấu theo thể loại |
| ---------------------- |
| Đơn (0–0)              |
| Đôi (0–3)              |

| Kết quả                                                                                     | Số                                                                            | Trận đấu thứ                                                                  | Thể loại trận đấu (đồng đội nếu có)                                           | Quốc gia đối thủ                                                              | Tay vợt đối thủ                                                               | Tỷ số                                                                         |
| 4–2; 2–3 tháng 2 năm 2021; Melbourne Park, Melbourne, Úc; Vòng bảng; Sân cứng               | 4–2; 2–3 tháng 2 năm 2021; Melbourne Park, Melbourne, Úc; Vòng bảng; Sân cứng | 4–2; 2–3 tháng 2 năm 2021; Melbourne Park, Melbourne, Úc; Vòng bảng; Sân cứng | 4–2; 2–3 tháng 2 năm 2021; Melbourne Park, Melbourne, Úc; Vòng bảng; Sân cứng | 4–2; 2–3 tháng 2 năm 2021; Melbourne Park, Melbourne, Úc; Vòng bảng; Sân cứng | 4–2; 2–3 tháng 2 năm 2021; Melbourne Park, Melbourne, Úc; Vòng bảng; Sân cứng | 4–2; 2–3 tháng 2 năm 2021; Melbourne Park, Melbourne, Úc; Vòng bảng; Sân cứng |
| ------------------------------------------------------------------------------------------- | ----------------------------------------------------------------------------- | ----------------------------------------------------------------------------- | ----------------------------------------------------------------------------- | ----------------------------------------------------------------------------- | ----------------------------------------------------------------------------- | ----------------------------------------------------------------------------- |
| Thua                                                                                        | 1                                                                             | III                                                                           | Đôi (với Andrey Rublev)                                                       | Argentina                                                                     | Máximo González / Horacio Zeballos                                            | 4–6, 6–7(4–7)                                                                 |
| Thua                                                                                        | 2                                                                             | III                                                                           | Đôi (với Evgeny Donskoy)                                                      | Nhật Bản                                                                      | Ben McLachlan / Yoshihito Nishioka                                            | 6–4, 3–6, [10–12]                                                             |
| 2–1; 6–7 tháng 2 năm 2021; Melbourne Park, Melbourne, Úc; Vòng đấu loại trực tiếp; Sân cứng |                                                                               |                                                                               |                                                                               |                                                                               |                                                                               |                                                                               |
| Thua                                                                                        | 3                                                                             | III                                                                           | Đôi (với Evgeny Donskoy)                                                      | Đức                                                                           | Kevin Krawietz / Jan-Lennard Struff                                           | 3–6, 6–7(2–7)                                                                 |

## Thành tích đối đầu với các tay vợt top 10
Dưới đây là thành tích đối đầu với các tay vợt đã xếp hạng trong top 10 của Karatsev, với các tay vợt còn thi đấu được in đậm. Chỉ các trận đấu vòng đấu chính ATP Tour được tính:
| Tay vợt               | Thành tích | % Thắng | Cứng       | Đất nện   | Cỏ        | Trận đấu gần nhất                                                 |
| --------------------- | ---------- | ------- | ---------- | --------- | --------- | ----------------------------------------------------------------- |
| Tay vợt số 1          |            |         |            |           |           |                                                                   |
| Novak Djokovic        | 1–1        | 50%     | 0–1        | 1–0       | –         | Thắng (7–5, 4–6, 6–4) tại Serbia Open 2021                        |
| Tay vợt số 2          |            |         |            |           |           |                                                                   |
| Daniil Medvedev       | 1–0        | 100%    | –          | 1–0       | –         | Thắng (6–2, 6–4) tại Rome Masters 2021                            |
| Tay vợt số 3          |            |         |            |           |           |                                                                   |
| Grigor Dimitrov       | 1–1        | 50%     | 1–1        | –         | –         | Thua (1–6, 6–1, 2–6) tại San Diego 2021                           |
| Marin Čilić           | 1–1        | 50%     | 1–1        | –         | –         | Thắng (6–2, 6–4) tại Moscow 2021                                  |
| Stefanos Tsitsipas    | 0–1        | 0%      | 0–1        | –         | –         | Thua (3–6, 4–6) tại Monte-Carlo 2021                              |
| Dominic Thiem         | 0–1        | 0%      | 0–1        | –         | –         | Thua (7–6(7–5), 3–6, 2–6) tại Doha 2021                           |
| Tay vợt số 5          |            |         |            |           |           |                                                                   |
| Andrey Rublev         | 1–0        | 100%    | 1–0        | –         | –         | Thắng (6–2, 4–6, 6–4) tại Dubai 2021                              |
| Tay vợt số 6          |            |         |            |           |           |                                                                   |
| Gilles Simon          | 1–0        | 100%    | 1–0        | –         | –         | Thắng (6–4, 6–3) tại Moscow 2021                                  |
| Tay vợt số 7          |            |         |            |           |           |                                                                   |
| Matteo Berrettini     | 0–1        | 0%      | –          | 0–1       | –         | Thua (1–6, 6–3, 6–7(0–7)) tại Serbia Open 2021                    |
| Tay vợt số 8          |            |         |            |           |           |                                                                   |
| Diego Schwartzman     | 2–0        | 100%    | 1–0        | 1–0       | –         | Thắng (2–6, 6–4, 6–1) tại Madrid 2021                             |
| Mikhail Youzhny       | 1–1        | 50%     | 1–1        | –         | –         | Thắng (6–4, 6–4) tại Moscow 2015                                  |
| Tay vợt số 9          |            |         |            |           |           |                                                                   |
| Jannik Sinner         | 1–1        | 50%     | 1–0        | 0–1       | –         | Thua (6–0, 3–6, 4–6) tại Lyon 2021                                |
| Karen Khachanov       | 1–2        | 33%     | 1–2        | –         | –         | Thắng (7–6(9–7), 6–1) tại Moscow 2021                             |
| Tay vợt số 10         |            |         |            |           |           |                                                                   |
| Félix Auger-Aliassime | 1–0        | 100%    | 1–0        | –         | –         | Thắng (3–6, 1–6, 6–3, 6–3, 6–4) tại Giải quần vợt Úc Mở rộng 2021 |
| Denis Shapovalov      | 1–0        | 100%    | 1–0        | –         | –         | Thắng (7–5, 6–2) tại Indian Wells 2021                            |
| Hubert Hurkacz        | 1–1        | 50%     | 1–1        | –         | –         | Thua (1–6, 3–6) tại Indian Wells 2021                             |
| Tổng số               | 14–11      | 56%     | 11–9 (55%) | 3–2 (60%) | 0–0 ( – ) | * Thống kê chính xác tính đến ngày 24 tháng 10 năm 2021.          |

## Trận thắng trước tay vợt top 10
Karatsev có thành tích 5–4 (55.56%) trước các tay vợt, tại thời điểm diễn ra trận đấu, được xếp trong top 10.
| Mùa giải | 2021 | Tổng số |
| -------- | ---- | ------- |
| Thắng    | 5    | 5       |

| #    | Tay vợt           | Xếp hạng | Giải đấu                 | Mặt sân | Vg | Tỷ số         | XHAK |
| ---- | ----------------- | -------- | ------------------------ | ------- | -- | ------------- | ---- |
| 2021 |                   |          |                          |         |    |               |      |
| 1.   | Diego Schwartzman | 9        | Giải quần vợt Úc Mở rộng | Cứng    | V3 | 6–3, 6–3, 6–3 | 114  |
| 2.   | Andrey Rublev     | 8        | Dubai Championships, UAE | Cứng    | BK | 6–2, 4–6, 6–4 | 42   |
| 3.   | Novak Djokovic    | 1        | Serbia Open              | Đất nện | BK | 7–5, 4–6, 6–4 | 28   |
| 4.   | Diego Schwartzman | 9        | Madrid Open, Tây Ban Nha | Đất nện | V2 | 2–6, 6–4, 6–1 | 27   |
| 5.   | Daniil Medvedev   | 2        | Italian Open             | Đất nện | V2 | 6–4, 6–2      | 27   |

* Tính đến  ngày 12 tháng 5 năm 2021.

## Giải thưởng
2011
- Giải Russian Cup ở hạng mục Tay vợt Trẻ của Năm[41]

2021
- Danh hiệu thể thao "Merited Master of Sports of Russia" (6 tháng 8)[42]
- Medal of the Order "For Merit to the Fatherland", hạng Nhất (11 tháng 8)[43]
- Huân chương "For the Glory of Ossetia" (10 tháng 9)[44]
- Tay vợt tiến bộ của năm ATP (15 tháng 12)[1]